# کنیا اوس

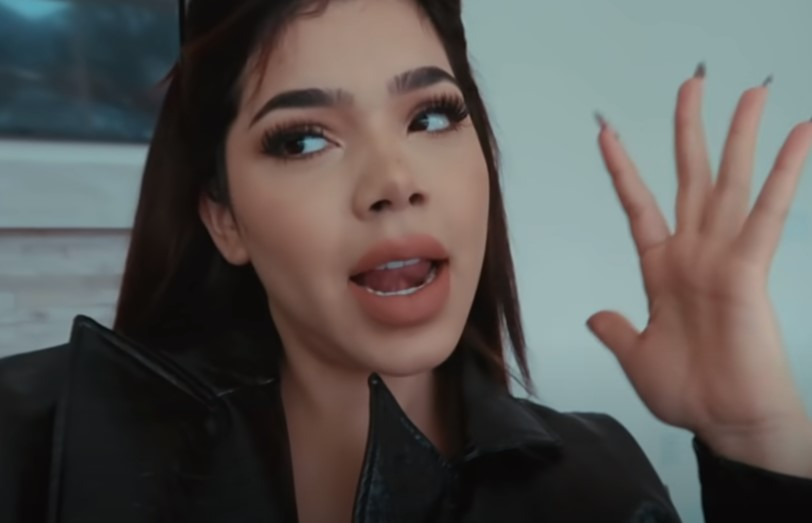

کنیا گوادالوپ فلورس اوسونا (مازاتلان، سینالوآ، ۱۵ ژوئیه ۱۹۹۹) معروف به کنیا اوس، خواننده مکزیکی، سلبریتی اینترنتی، یوتیوبر و تاجر زن مکزیکی است.
او شروع به ایجاد ولاگ در کانال یوتیوب خود کرد، که در حال حاضر بیش از هفت میلیون مشترک دارد و شصت و ششمین با بیشترین مشترک در مکزیک است. به دلیل اختلاف نظرها، اوس این پروژه را رها کرد و جنجالی در بین یوتیوب‌بازها به وجود آمد که باعث شد او به‌طور مستقل حرفه خود را دنبال کند.